# The Carters

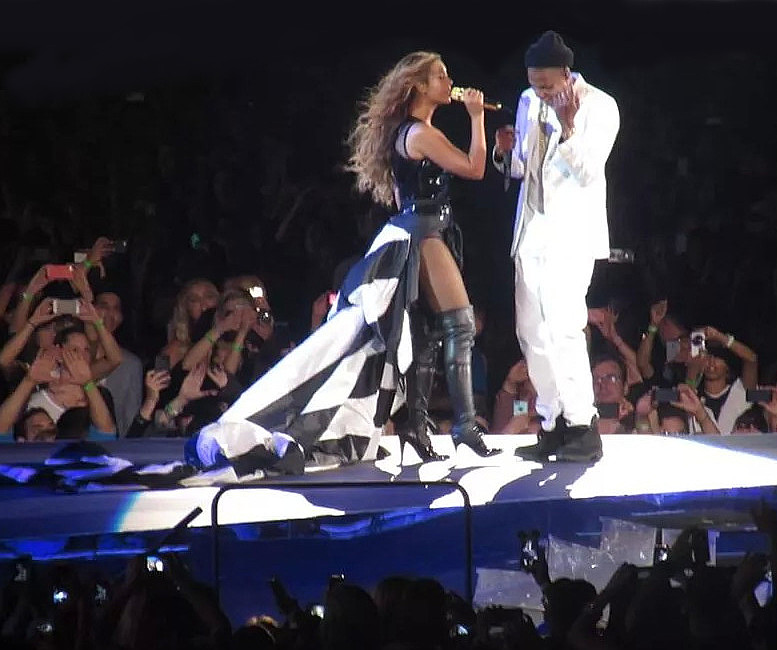

The Carters (estilizado como THE CARTERS) é o dueto composto pelo casal de músicos Beyoncé e Jay Z. Em 16 de junho de 2018, lançaram o álbum Everything Is Love durante a On the Run II Tour.